# Sophie Muller
Sophie Muller (31 de janeiro de 1962) é uma cineasta do Reino Unido, especializada em música. Já produziu diversos videoclipes de cantoras como Rihanna, Shakira, Beyoncé, Gwen Stefani, Lily Allen, Nelly Furtado, Selena Gomez ou Noah Cyrus e de banda como s No Doubt, The Killers, Maroon 5, Coldplay, Blur, The Strokes, One Direction, Eurythmics e Garbage.